# Сёмаркедиссен

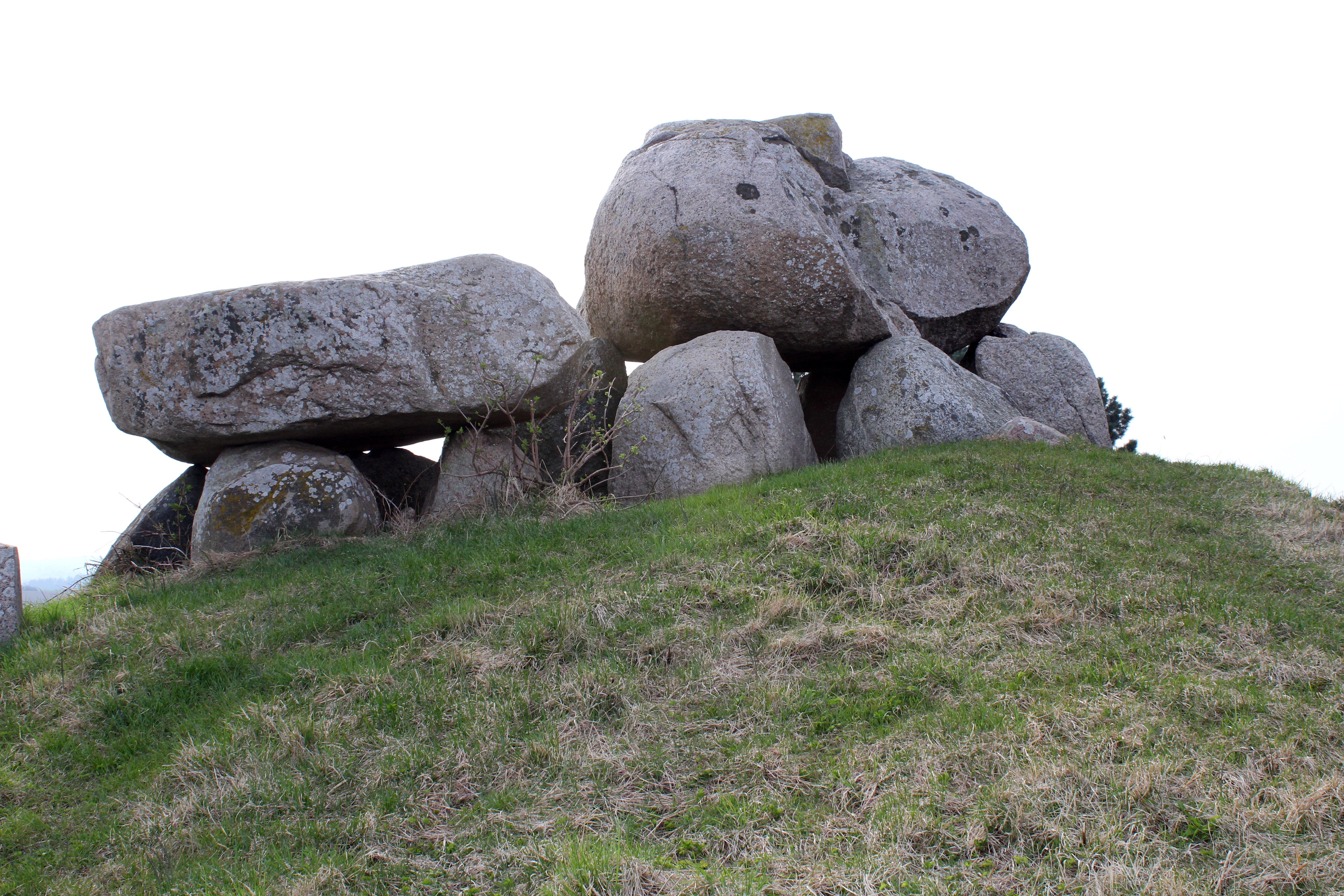
Сёмаркедиссен

Сёмаркедиссен (дат. Sømarkedyssen) — неолитическая мегалитическая гробница, расположенная недалеко от Сёмарке (дат.) на датском острове Мён.

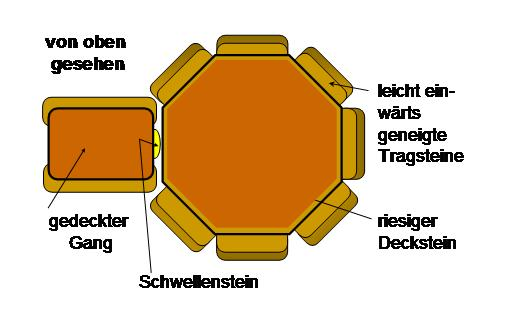
Строение

Построена примерно в 3400 году до н. э. Гробница состоит из восьмиугольной камеры. Огромный валун служит верхней плитой, опирающейся на семь несущих камней. Коридор, ведущий в погребальную камеру, покрыт меньшим валуном, который поддерживается четырьмя камнями. На его верхней поверхности насчитывается более 180 чашеобразных выемок, относящихся к бронзовому веку.

## История

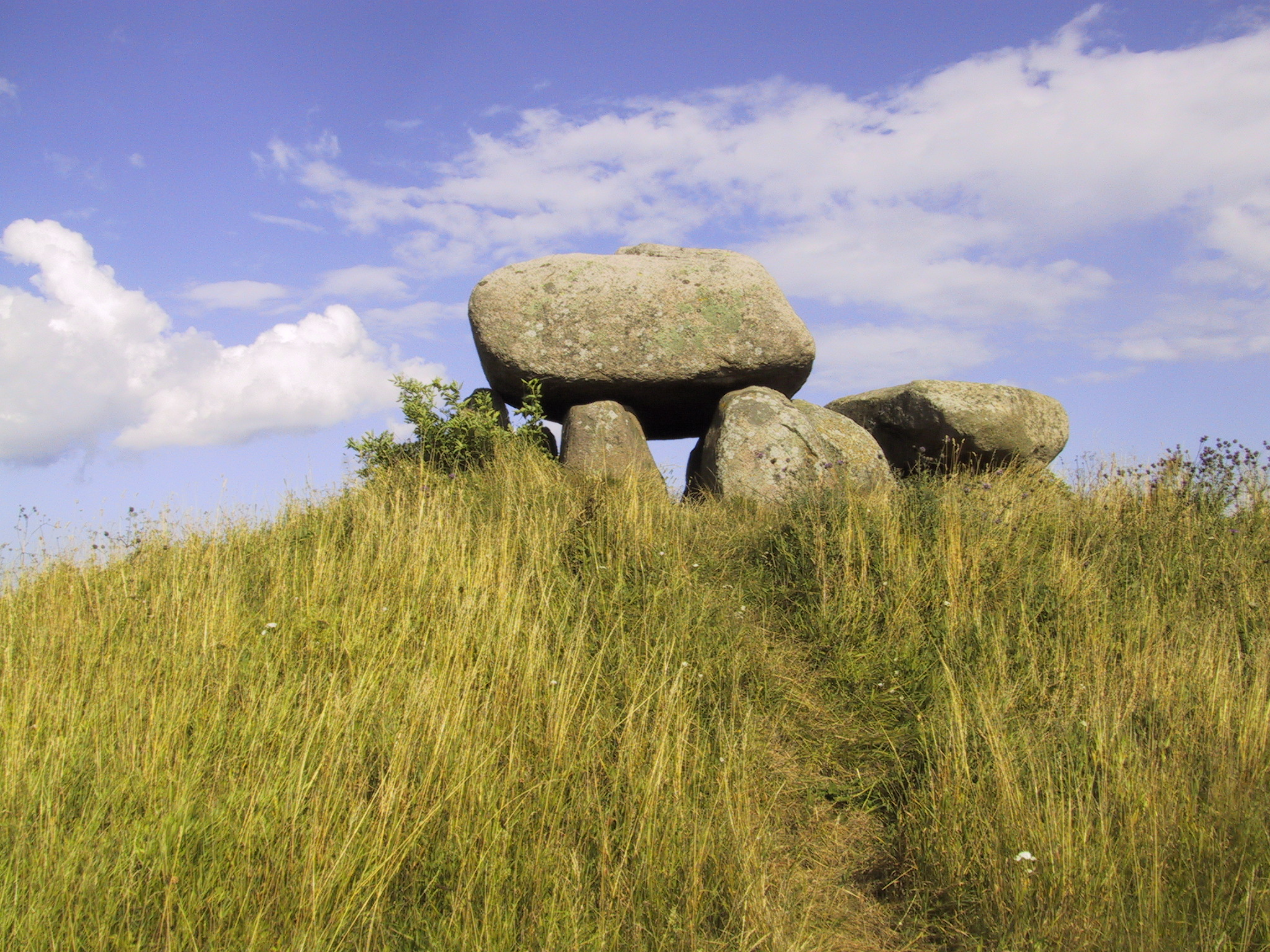
Фото 1

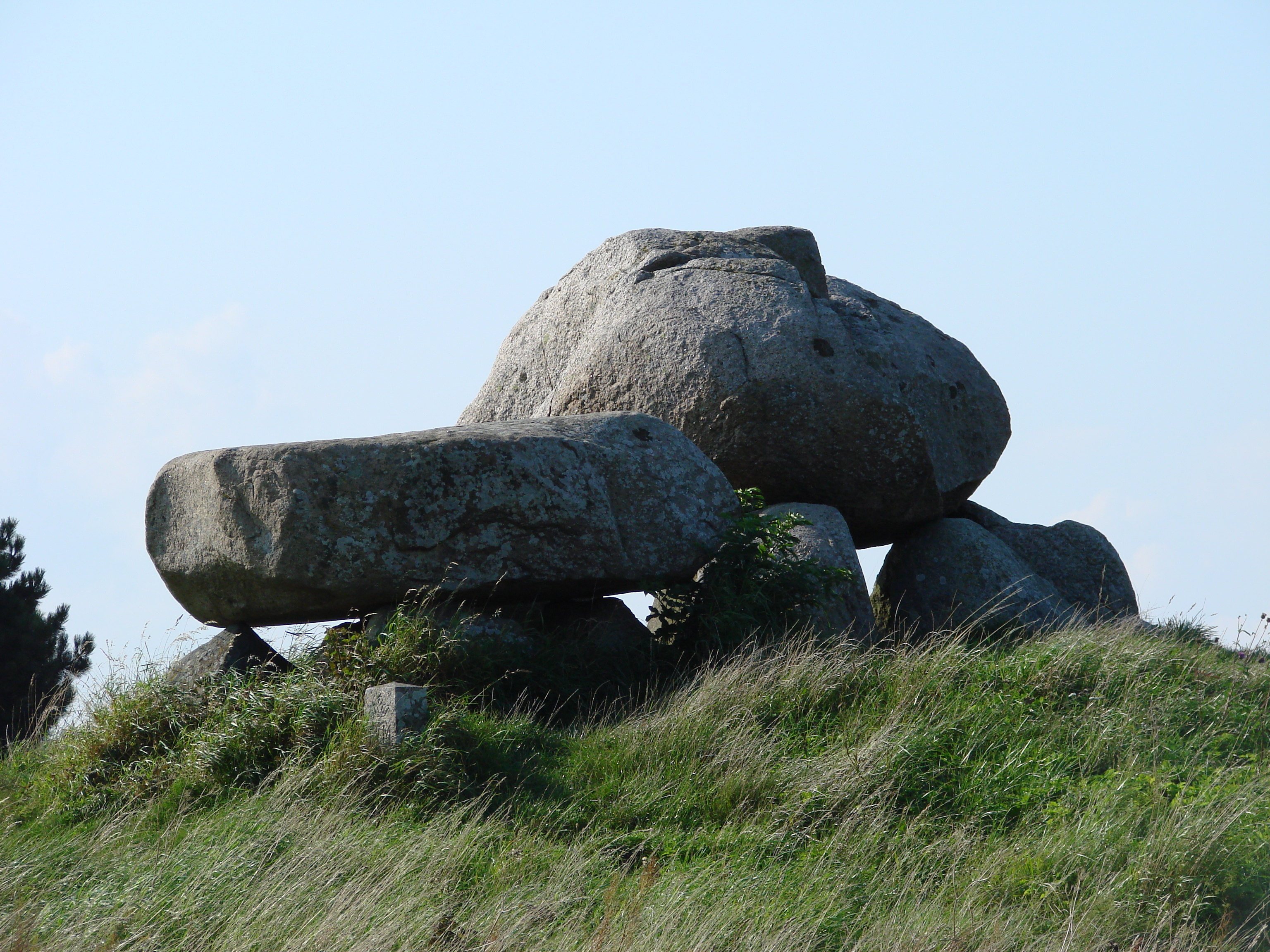
Фото 2

На территории островов Мён и Богё, общей площадью 231 км², известно о существовании 119 мегалитических гробниц неолитического периода. Из них 38 были сохранены и находятся под охраной, а 21 относится к культуре колоколовидных кубков, которая, как и многоугольные дольмены, возникла в период между 3500 и 2800 годами до н. э.